# دریا کاراداش
دریا کاراداش (انگلیسی: Derya Karadaş؛ زادهٔ ۴ مهٔ ۱۹۸۱) بازیگر اهل ترکیه است.